# Вест Кантон (Северна Каролина)
Вест Кантон (енгл. West Canton) насељено је место без административног статуса у америчкој савезној држави Северна Каролина.

## Демографија
По попису из 2010. године број становника је 1.247, што је 91 (7,9%) становника више него 2000. године.
| Група             | 2000.         | 2010.         |
| Белци             | 1.121 (97,0%) | 1.214 (97,4%) |
| Афроамериканци    | 8 (0,7%)      | 6 (0,5%)      |
| Азијати           | 0 (0,0%)      | 1 (0,1%)      |
| Хиспаноамериканци | 15 (1,3%)     | 17 (1,4%)     |
| Укупно            | 1.156         | 1.247         |